# Nazionale maschile di rugby a 15 del Ciad
La nazionale di rugby XV del Ciad è inclusa nel terzo livello del rugby internazionale.